# Сванідзе Гіві Гедеонович
Гіві Гедеонович Сванідзе (груз. გივი გედეონის ძე სვანიძე; нар. 20 вересня 1921 — пом. 10 серпня 1999) — радянський і грузинський гідролог, доктор технічних наук (1963), професор (1966), член-кореспондент АН Грузії з 1979 року народження, член-кореспондент Російської Академії наук з 1991 року; член-кореспондент Академії наук СРСР c 1981 року.

## Біографія
Закінчив Грузинський індустріальний інститут імені С. М. Кірова.
У 1948 році став членом Комуністичної партії Радянського Союзу.
З 1958 по 1971 рік очолював відділ комплексного використання водних ресурсів Інституту енергетики імені Діді Дадіані. З 1971 року працював завідувачем кафедрою земної гідрології Тбіліського державного університету. З 1976 року — директор Південно-Кавказького обласного науково-дослідного інституту Комітету гідрометеорології та екологічного контролю СРСР; віце-президент географічного товариства Грузії (1980).
Докторська дисертація «Основи розрахунку річкового стоку методом Монте-Карло» захищена у 1963 році.

## Наукові інтереси
Автор теоретичних праць про регулювання річкового стоку, моделювання тимчасових гідрологічних рядів.

## Пам'ять
Меморіальна дошка на будинку, де жив Гіві Сванідзе в Тбілісі (вулиця Братів Зубалашвілі)